# Martyna Jancelewicz
Martyna Jancelewicz (ur. 29 kwietnia 2002) – polska bokserka, wicemistrzyni Europy seniorów.

## Życiorys
Rozpoczęła treningi w 2017 roku. Jest zawodniczką Taurusa Goleniów. 
W 2018 została wicemistrzynią Europy juniorek w kategorii 80 kg, w 2019 zdobyła brązowy medal młodzieżowych mistrzostw Europy w kategorii 81 kg, w 2021 brązowy medal młodzieżowych mistrzostw świata w tej samej kategorii (na tych zawodach po awansie bez walki do półfinału przegrała pierwszą walkę). W 2021, 2022 i 2023 została młodzieżową mistrzynią Europy w kategorii 81 kg. Pierwszy sukces seniorski na imprezie rangi mistrzowskiej odniosła w 2022, zdobywając srebrny medal mistrzostw Europy w kategorii 81 kg.  
Jest także mistrzynią Polski seniorek z 2021 (kat. 81 kg).